# Gaswasfles

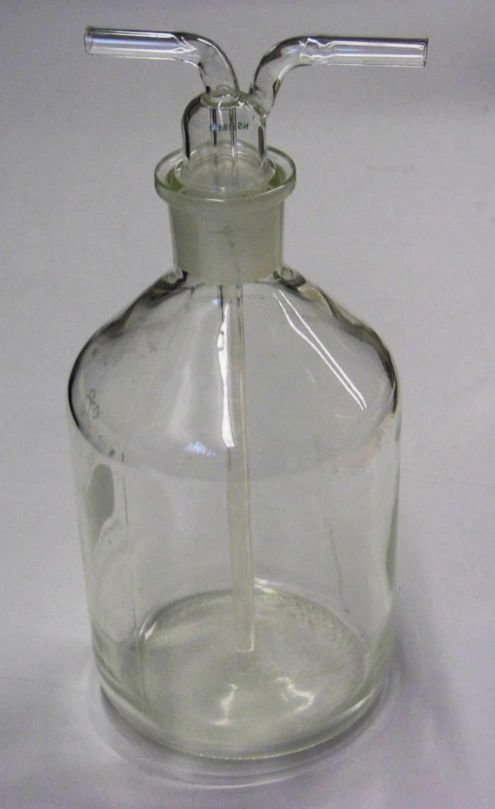
Een gaswasfles

Een gaswasfles of borrelfles is een glazen kolf die deels gevuld is met een vloeistof en een in- en uitgaande buis heeft. De ingaande buis laat het binnenkomende gas eerst door de vloeistof borrelen. De uitgaande buis bevindt zich boven het vloeistofoppervlak, en dient om het gewassen gas terug op te vangen.
De gaswasfles kan gebruikt worden om bepaalde stoffen uit een gasmengsel te verwijderen door het gasmengsel door een vloeistof heen te laten borrelen waarin het gas oplost of wordt opgenomen door een chemische reactie. Ook het omgekeerde is mogelijk, gassen kunnen bepaalde moleculen opnemen uit de wasvloeistof.

## Toepassingen
- Bevochtigen van carbogeengas voor gebruik op biologische stalen.
- Vochtvanger.
- Een waterpijp is op hetzelfde principe gebaseerd. Hierbij worden de rookgassen door water geleid.
- Afvalvat en ontsmetter (met javel) voor afgezogen celcultuurmedium.
- Sporen ammoniak verwijderen uit gassen door het op te lossen in water.
- Door een gasmengsel door een oplossing van calciumhydroxide te leiden kan koolstofdioxide uit het mengsel verwijderd worden:

{\displaystyle \mathrm {Ca(OH)_{2}\ +\ CO_{2}\longrightarrow \ CaCO_{3}\ +\ H_{2}O} }